# クレアチニンクリアランス
クレアチニンクリアランス（英: creatinine clearance、CcrまたはCrClと略される）は、血清中のクレアチニンのクリアランス（腎臓が身体の老廃物を排泄する能力）を計算し、腎機能を推定する検査値である。

## 原理
クレアチニンは生体物質で、主に筋肉から生成され、腎糸球体で濾過されたあと、尿細管での分泌や再吸収をほとんど受けず、尿へ排泄される。また、血漿タンパク結合の影響を受けないため、クレアチニンクリアランスは糸球体濾過量 (GFR) に近似できる。生体物質なので、検査試薬を静脈内注射（静注）したり体内分布を待つ必要がなく、採血（血液検査）のみでも検査値を出せるため、簡便である。
ただし腎機能障害時において、クレアチニンは尿細管からわずかに分泌されることがあるため、クレアチニンクリアランスが真のGFRよりも高く出ることがある。

## 公式
血清クレアチニン濃度(Scr, mg/dL)、尿中クレアチニン濃度(Ucr, mg/dL) 、尿量(V, mL/min)を用い、クレアチニンクリアランス(CLcr, mL/min)は次の公式で計算できる。
{\displaystyle {CL}_{\mbox{cr}}={\frac {{U}_{\mbox{cr}}\times {V}}{{S}_{cr}}}}

### コッククロフト・ゴールトの式
コッククロフト・ゴールトの式 (Cockcroft-Gault equation) では、血清クレアチニン濃度(Scr, mg/dL)と年齢(Age)、体重(Weight, kg)を用い、男性のクレアチニンクリアランス(CLcr, mL/min)を推定することができる。女性は筋肉量が少ないため、男性の CLcr を0.85倍する。
この式は18歳以上の成人に用い、乳児や小児、60歳以上で筋肉量の極端に減った患者には別の式を用いる。
{\displaystyle {CL}_{\mbox{cr}}={\frac {({\mbox{140}}-{\mbox{Age}})\times {\mbox{Weight}}}{{\mbox{72}}\times {S}_{\mbox{cr}}}}}